# Baltic (Schiff, 1903)
Die RMS Baltic (II) war ein Passagierschiff der britischen Reederei White Star Line. Zum Zeitpunkt der Indienststellung im Juni 1904 war sie das größte Schiff der Welt.

## Schiffsleben

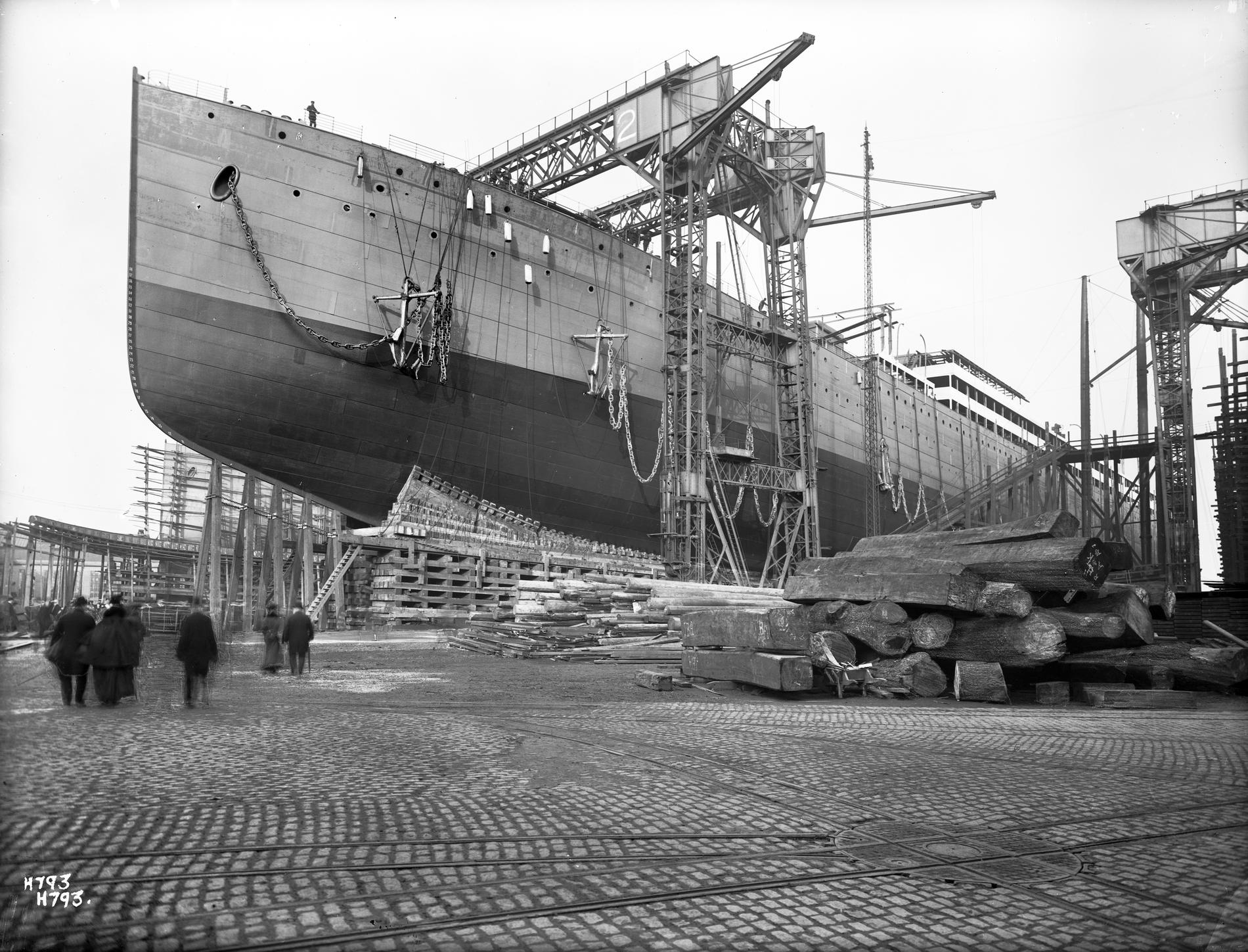
Die Baltic im Bau, November 1903

Die Baltic entstand unter der Baunummer 352 in der Werft Harland & Wolff in Belfast. Sie war das dritte einer aus vier Schiffen bestehenden Baureihe, die auch als Big Four bezeichnet wurde. Die Dampfer unterschieden sich trotz ihres gleichen Aussehens in ihren Abmessungen und ihrer Ausstattung, weshalb sie nicht als direkte Schwesterschiffe bezeichnet werden können. Neben der Baltic gehörten zur Baureihe die Celtic (1901), die Cedric (1903) und zuletzt die Adriatic (1907). Nach dem Stapellauf der Cedric am 21. August 1902 entschied die White Star Line, dass die Baltic, deren Kiel und Teile des Rumpfes bereits im Bau waren, bei ihrem Stapellauf das größte Schiff der Welt werden sollte. Dies erforderte die Verlängerung des Kiels, der in der Mitte geteilt und durch ein zusätzliches Stück erweitert wurde. Hierdurch war die Baltic mehr als 2.800 BRT schwerer und über 13 Meter länger als die beiden älteren Big Four. Am 21. November 1903 erfolgte der Stapellauf des Schiffes. Taufpatin war die britische Theaterschauspielerin Julia Neilson. Diese Schiffstaufe stellte eine Ausnahme da, da die White Star Line üblicherweise auf prominente Taufpatinnen verzichtete. Die Baltic trat am 29. Juni 1904 von Liverpool aus ihre Jungfernfahrt nach New York an.
Die Baltic hatte eine durchschnittliche Dienstgeschwindigkeit von 16 Knoten, ihre Höchstgeschwindigkeit betrug bis zu 18 Knoten. Die Celtic und Cedric, ebenfalls auf eine Dienstgeschwindigkeit von 16 Knoten ausgelegt, sollen jedoch bei Überfahrten höhere Geschwindigkeiten erreicht haben. Dies ist auf die vergrößerte Tonnage der Baltic bei einer unveränderten Maschinenanlage zurückzuführen.
Am 23. Januar 1909 rettete die Baltic die Überlebenden des White Star Liners Republic, welcher im dichten Nebel mit dem italienischen Passagierdampfer Florida kollidiert war und nach etwa 36 Stunden versank. Die Florida konnte glücklicherweise ihre Fahrt fortsetzen. In den frühen Morgenstunden des 15. April gehörte die Baltic zudem zu den Schiffen, die auf die Notrufe der sinkenden Titanic reagierten. Jedoch befand sie sich zu weit entfernt, um dem ebenfalls zur White Star Line gehörenden Dampfer Hilfe zu leisten. Am Mittag zuvor hatte die Baltic der Titanic bereits eine Eiswarnung geschickt. Eben jene Eiswarnung erlangte Bekanntheit dadurch, dass sie vom Kapitän der Titanic, Edward John Smith an den ebenfalls an Bord befindlichen Direktor der White Star Line, J. Bruce Ismay, weitergereicht wurde. Ismay soll die Eiswarnung der Baltic zwei Passagieren gezeigt und angemerkt haben, dass das Schiff von Eisbergen umgeben sei, aber dennoch weitere Kessel angeheizt werden würden.
1927 wurden die Passagierbereiche der Baltic umgebaut und verfügte nun über Kapazität für 393 Passagiere der Kabinenklasse und 339 der Touristenklasse. Die Dritte Klasse wurde mit reduzierter Kapazität beibehalten.
Am 6. Dezember 1929 war die Baltic an der Rettung der Schiffbrüchigen des Schoners Northern Light beteiligt. Während des Ersten Weltkriegs diente das Schiff als Truppentransporter. Im Anschluss daran wurde es wieder auf seiner Stammroute von Liverpool nach New York eingesetzt.
Am 17. Februar 1933 fuhr die Baltic nach Osaka in Japan, wo sie nach fast 30 Jahren Dienstzeit verschrottet wurde.

## Ausstattung
Die Ausstattung der Baltic galt für ihre Zeit als sehr komfortabel. Zu den überwiegend in den Aufbauten befindlichen Räumlichkeiten der Ersten Klasse (ab 1927 Kabinenklasse) gehörten der unterhalb des Sonnendecks gelegene Rauchsalon sowie eine Bibliothek, eine Lounge und ein Schreibzimmer auf Höhe des Promenandendecks. Der Speisesaal mit 370 Sitzplätzen, der sich über die gesamte Breite des Schiffes erstreckte, wurde von einer großen Kuppel gekrönt. Die Passagiere wurden in Privatkabinen und Suiten untergebracht. Auch in der Zweiten und Dritten Klasse gab es Kabinen in verschiedenen Größen, doch ein Teil der Passagiere Dritter Klasse wurde auch in Schlafsälen untergebracht. Die Zweite und Dritte Klasse verfügte ebenfalls über einen Speisesaal, eine Lounge und einen Rauchsalon in entsprechend schlichterer Ausstattung. 